# Bulletin des bibliothèques de France
Pour les articles homonymes, voir BBF.
 (novembre 2022).
Le Bulletin des bibliothèques de France (BBF) est une revue professionnelle traitant du monde des bibliothèques, créée en 1956 par Julien Cain.

## Historique
Sa rédaction, d'abord assurée par le ministère de l'Éducation nationale, est désormais confiée à l'École nationale supérieure des sciences de l'information et des bibliothèques (Enssib). 
La revue est née de la fusion de deux publications mensuelles professionnelles : le Bulletin de documentation bibliographique et le Bulletin d'information de la Direction des bibliothèques de France, d'abord comme bulletin d'information officiel chargé de diffuser résultats des concours, circulaires officielles, rapports, etc.. La place des articles de fond est toutefois de plus en plus grande au fil des ans. Elle se transforme en véritable revue professionnelle des bibliothèques et des bibliothécaires au début des années 1980[source insuffisante]. Elle est désormais reconnue comme revue scientifique en Sciences de l'information et des bibliothèques (71e section du CNU) par l'Agence d'évaluation de la recherche et de l'enseignement supérieur.
Une version électronique est diffusée parallèlement à la version papier depuis 1995. Tous les numéros publiés depuis 1956 ont été numérisés et sont librement disponibles en ligne.
Disposant jusqu'alors de bureaux propres, à Paris, la rédaction du BBF rejoint les locaux lyonnais de l'Enssib en 2009 et intègre le département des services aux bibliothèques[source secondaire souhaitée].

## Liste des rédacteurs en chef
| 1984 | 1989 | Martine Darrobers     |
| 1989 | 1990 | Jacques Rolland       |
| 1990 | 1998 | Martine Poulain       |
| 1999 | 2001 | Bertrand Calenge      |
| 2002 | 2005 | Anne-Marie Bertrand   |
| 2006 | 2009 | Yves Alix             |
| 2009 | 2012 | Yves Desrichard       |
| 2012 | 2014 | Anne-Marie Bertrand   |
| 2014 | 2017 | Anne-Sophie Chazaud   |
| 2017 | 2020 | Reine Bürki           |
| 2021 | 2022 | Sabrina Granger       |
| 2022 | 2023 | Véronique Heurtematte |